# 6625 Nyquist
6625 Nyquist è un asteroide della fascia principale. Scoperto nel 1981, presenta un'orbita caratterizzata da un semiasse maggiore pari a 3,1630885 UA e da un'eccentricità di 0,1841709, inclinata di 1,30357° rispetto all'eclittica.